# 와일드 로즈
《와일드 로즈》(영어: Wild Rose)는 2018년 제작된 영국의 뮤지컬 드라마 영화로, 톰 하퍼가 감독을 맡았다.

## 출연
- 제시 버클리
- 줄리 월터스
- 소피 오코네도
- 제이미 실브스